# Гурьяновское
Гурьяновское (каз. Гурянов) — село в Карабалыкском районе Костанайской области Казахстана. Входит в состав Костанайского сельского округа. Код КАТО — 395045300.

## Население
В 1999 году население села составляло 530 человек (257 мужчин и 273 женщины). По данным переписи 2009 года, в селе проживало 470 человек (243 мужчины и 227 женщин).